# Star Wars: Shattered Empire
Star Wars: Shattered Empire (en español Star Wars: Imperio destruido) es una miniserie de cuatro cómics de Star Wars publicada en 2015.

## Argumento y datos
La miniserie narra los hechos sucedidos inmediatamente después de la destrucción de la Segunda Estrella de la Muerte en el Episodio VI: El Retorno del Jedi desde la perspectiva de Shara Bay y Kes Dameron, que después serían padres del piloto de la Resistencia Poe Dameron. La trama principal enlaza directamente con el Episodio VII: El Despertar de La Fuerza y con la trama del videojuego Battlefront II, enlazando con este último mediante la presentación de la Operación Ceniza 

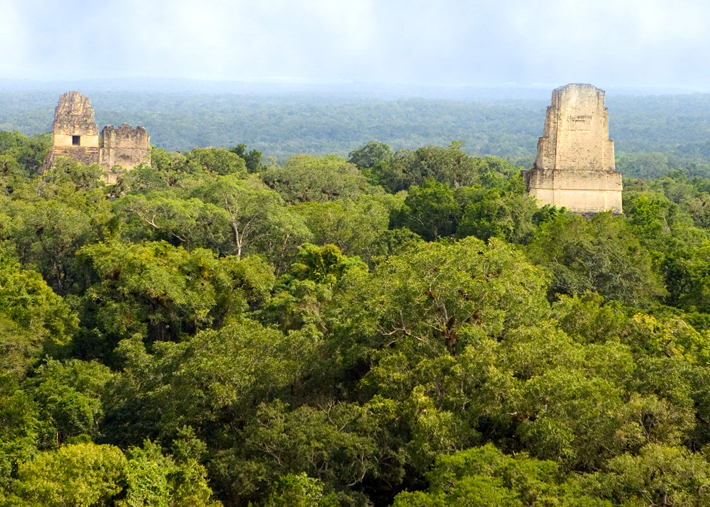
Vista de los templos en Tikal (Guatemala), donde se grabaron la gran mayoría de escenas ambientadas en Yavin IV.

En la miniserie aparecen personajes emblemáticos de la trilogía original, como Darth Vader, el Emperador Palpatine, Han Solo, Chewbacca, la Princesa Leia, etc.
El guionista de la serie fue Greg Rucka; y los dibujantes Marco Chechetto, Andres Mossa y Emilio Laiso, este último sólo en el segundo tebeo.
Oscar Isaac, actor que interpreta a Poe Dameron en la tercera trilogía de Star Wars, pidió expresamente que Yavin 4 fuera el mundo natal de su personaje después de descubrir que las escenas ambientadas en la luna en el Episodio VI fueron filmadas en su país natal, Guatemala.